# De Hoop (Hoofdplaat)
De Hoop is een voormalige windmolen in Hoofdplaat waarvan alleen de romp nog bestaat. Deze bevindt zich aan de Zuidlangeweg.
Het was een ronde stenen grondzeiler die gebouwd is in 1850 en gefungeerd heeft als korenmolen. In 1922 werd de molen al ontmanteld.
De molenromp, die in slechte staat verkeert, bezit nog resten van een kettingkruiwerk, een zeldzaam mechanisme dat slechts in Zeeuws-Vlaanderen en het aangrenzend Oost-Vlaanderen te vinden is, en dat nog slechts bij één intacte molen, namelijk die te Wippelgem, te vinden is.